# Discos Castelló
Discos Castelló és una empresa catalana fundada a Barcelona el 1928 per Antoni Castelló qui va obrir una parada al Mercat de Sant Antoni i que va esdevenir una referència per a diverses generacions d'afeccionats a la música.
Dedicada a la venda de música en tots els formats (disc de vinil, CD i DVD) ha comptat amb diversos establiments a Barcelona, principalment als carrers Nou de Rambla i Tallers 7, així com un a Gavà, un a Sant Cugat del Vallès, un a Vilanova i la Geltrú, un a Cornellà de Llobregat i un altre a l'Hospitalet de Llobregat, alguns d'ells especialitzats en gèneres. També es venien entrades de concerts de cantants i grups musicals.
El 2002 Discos Castelló va rebre la Medalla d'Honor de Barcelona. El 2009, la família Castelló va presentar un concurs de creditors i van tancar les altres botigues. Actualment el gerent és Joan Castelló i Marigó.
El mes de Marc de 2016 es va anunciar el tancament de la seva darrera botiga més emblemàtica al carrer Tallers 7 de Barcelona, havent sobreviscut a botigues com la Virgin Megastore de Gran Via - Passeig de Gràcia (1992-1998) i havent estat la locomotora del carrer dels Tallers, juntament amb Revólver, Impactoo Daily Records.
Actualment la que va ser la primera de les botigues de Discos Castelló encara està oberta però venet pel·lícules. El local, que porta més de 60 anys obert al mateix lloc, situat al carrer Tallers número 79 conserva l'esència de la botiga de discos que va ser però ara sota el rètol de El Setanta-Nou ven pel·lícules i productes relacionats amb el món del cinema.